# Erich Ehrlinger
Erich Ehrlinger (* 14. Oktober 1910 in Giengen an der Brenz; † 31. Juli 2004 in Karlsruhe) war ein deutscher Jurist, SS-Oberführer, Amtschef im Reichssicherheitshauptamt (RSHA) und u. a. als Befehlshaber von Einsatzkommandos direkt an der Ermordung osteuropäischer Juden beteiligt.

## Frühe Jahre
Ehrlinger, Sohn des Bürgermeisters von Giengen (1929–45), Christian Ehrlinger, beendete seine Schullaufbahn 1928 mit dem Abitur in Heidenheim. Danach studierte er Rechtswissenschaften in Tübingen, Kiel, Berlin und wieder Tübingen. Dort wurde er 1928 Mitglied der Tübinger Königsgesellschaft Roigel (1933–37 Tübinger Burschenschaft Roigel), aus deren Altherrenverband er 2002 austrat.
Aus dem völkisch-fremdenfeindlichen Netzwerk an der Universität Tübingen, wo es schon seit 1931 keinen jüdischen Professor mehr gab, erwuchsen später Karrieren im SD, dem RSHA und in den Einsatzgruppen. Zu den unmittelbar am Massenmord beteiligten promovierten Tübinger Juristen zählen u. a. Walther Stahlecker, Martin Sandberger, Rudolf Bilfinger sowie der Studienassessor Eugen Steimle und der Arzt Erwin Weinmann.
Erich Ehrlinger selbst trat zum 1. Juni 1931 in die NSDAP (Mitgliedsnummer 541.195) und im selben Jahr in die SA ein. Als NS-Studentenfunktionär war er nicht nur an der Hochschule aktiv. In seinem SA-Führungszeugnis hieß es: „Ehrlinger war einer der wenigen Tübinger Verbindungsstudenten, die sich schon vor der Machtergreifung bedingungslos der SA zur Verfügung gestellt haben. [Ehrlinger war] beim Saalschutz, Propaganda- oder Geländedienst regelmäßig auf dem Platze.“
Anlässlich eines SA-Führerlehrgangs Anfang 1934 entschloss sich Ehrlinger, seine juristische Berufslaufbahn aufzugeben und hauptamtlicher SA-Funktionär zu werden. Zwischenzeitlich war er Leiter einer SA-Sportschule auf Burg Rieneck bei Gemünden und Funktionär beim „Chef AW“ (SA-Ausbildungswesen), orientierte sich nach dessen Auflösung im Mai 1935 jedoch um und wechselte zum SD. Im Zuge dessen wurde er Mitglied der SS (SS-Nummer 107.493). Schon im September 1935 wurde er im Berliner SD-Hauptamt eingesetzt und war dort als Stabsführer in der Presseabteilung, der Zentralabteilung I 3, tätig. Ehrlinger wurde dort Stellvertreter von Franz Six.
Ehrlinger war nach dem Anschluss Österreichs für den SD 1938 in Österreich und ab April 1939 im Protektorat Böhmen und Mähren beim SD-Sonderkommando Prag tätig.

## Zweiter Weltkrieg
Ab Beginn des Zweiten Weltkrieges war Ehrlinger im Gruppenstab der Einsatzgruppe IV beim deutschen Überfall auf Polen im Einsatz. Die Führung des Einsatzkommandos hatte Lothar Beutel. Anschließend fungierte er als Leiter des SD Warschau. Von August 1940 bis Februar 1941 war er mit Sonderaufträgen in Oslo eingesetzt. Hier traf er beim Aufbau der Waffen-SS für Norwegen Walter Stahlecker. Stahlecker wurde im Juni 1941 Führer der Einsatzgruppe A, Ehrlinger übernahm die Führung des untergeordneten Sonderkommandos 1b. Hier war er von Juni bis 2. Dezember 1941 abkommandiert. Seine 70 bis 80 Mann starke Einheit folgte nach dem deutschen Überfall auf die Sowjetunion der Heeresgruppe Nord ins Baltikum bis in den Raum südlich Leningrads. Ehrlinger leitete den Massenmord an Juden hinter der Front, insbesondere in der Gegend von Kowno, Dünaburg und Rositten. In der Ereignismeldung UdSSR Nr. 24 vom 16. Juli 1941 wurde vom SD gemeldet, in Dünaburg seien durch das Sonderkommando 1b „bis jetzt 1150 Juden erschossen“ worden. Laut Michael Wildt zeigte sich Ehrlinger bei diesen Aktionen „als hartgesottener SS-Täter, der selbst an den Erschießungsgruben stand und die Täter anfeuerte […] breitbeinig, mit umgehängter Maschinenpistole, die Arme in die Hüften gestützt“. Am 3. Dezember 1941 übernahm Eduard Strauch das Kommando über die Untergruppe 1b.
Anfang Dezember 1941 wurde Erich Ehrlinger in Personalunion zum Kommandeur der Sicherheitspolizei und des SD und zum SS- und Polizeiführer (SSPF) in Kiew ernannt. Auch hier fanden auf seine Anordnung hin viele Exekutionen statt. Bei den Erschießungen häufig anwesend, griff er auch selbst zur Waffe, sofern sie seiner Meinung nach zu langsam vonstattengingen. Im September 1943 stieg Ehrlinger zum SS-Standartenführer auf und wurde nach Minsk versetzt, wo er in Nachfolge Horst Böhmes die Einsatzgruppe B leitete. Zudem war er erneut in Personalunion Befehlshaber der Sicherheitspolizei und des SD und SSPF für Russland-Mitte und den Generalbezirk Weißruthenien. Auch dort wirkte er am Judenmord mit und befahl explizit die Teilnahme aller Offiziere, da es „noch SS-Führer gebe, die bislang keinen Schuss abgegeben hätten“.
Ehrlinger kehrte dann nach Berlin zurück und wurde am 1. April 1944 Chef des RSHA-Amtes I, Personal. Im November 1944 wurde er auf Grund besonderer Fürsprache Ernst Kaltenbrunners von Heinrich Himmler zum SS-Oberführer befördert.

## Nach 1945
Nach Kriegsende versteckte sich Ehrlinger unter dem Namen Erich Fröscher in Schleswig-Holstein und ging dann im Oktober 1945 nach Roth bei Nürnberg. 1950 zog er mit seiner Familie nach Konstanz und arbeitete unter falschem Namen als Empfangschef im dortigen Spielkasino. 1952 heiratete er zum zweiten Mal und gab im Standesamt seine wahre Identität preis, was jedoch keine Konsequenzen hatte. 1954 wurde er Leiter der Volkswagenvertretung in Karlsruhe.
Im Dezember 1958 wurde er festgenommen. Das Landgericht Karlsruhe verurteilte ihn am 20. Dezember 1961 zu zwölf Jahren Zuchthaus. Das Verfahren ging nach Berufung durch die Staatsanwaltschaft zurück an die erste Instanz und wurde schließlich wegen „dauernder Verhandlungsunfähigkeit“ Ehrlingers im Dezember 1969 eingestellt. Die Feststellung basierte vor allem auf einem Gutachten von Berthold Mueller, einem in der Bundesrepublik Deutschland bedeutenden Rechtsmediziner, der „in die Verbrechen der Nazizeit verstrickt“ gewesen war. Das Gutachten wertet Peter Stadlbauer als „einen ‚Kameradendienst‘ unter Altnazis […] – auch wenn beide einander zur Zeit der Hitlerdiktatur wohl nicht“ gekannt hätten. Bereits ab 1965 befand er sich auf freiem Fuß. Er wohnte nach dem Tod Karl-Heinz Bürgers als letzter noch lebender SS- und Polizeiführer in Karlsruhe, ohne jemals wieder juristisch belangt zu werden. Er starb 2004 im Alter von 93 Jahren.
Ehrlingers 1940 geborener Sohn Jörg Ehrlinger wurde 1972 in Giengen stellvertretender Bürgermeister und 1983 Fraktionsvorsitzender der SPD im Kreistag.